# بلدة وايتهول (ميشيغان)
وايتهول (بالإنجليزية: Whitehall Township, Michigan)‏ هي بلدة تقع بولاية ميشيغان في الولايات المتحدة. تبلغ مساحتها 24.9 (كم²)، وترتفع عن سطح البحر 199 م، بلغ عدد سكانها 1648 نسمة في عام تعداد الولايات المتحدة 2000 حسب إحصاء مكتب تعداد الولايات المتحدة وتصل الكثافة السكانية فيها 67.5 نسمة/كم2.

## وصلات خارجية
- http://www.whitehalltwp.org/
- The US50 - Cities and Towns in Michigan State
- Michigan Cities and Towns, Facts, Map, Flag, Colleges, Government, and More